# Reino de Ce

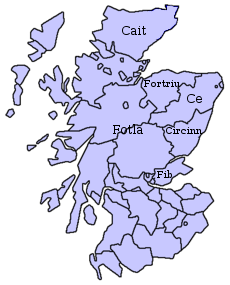
Este mapa de Escocia muestra, a grandes rasgos, la zona en la que se ubicaron los reinos pictos, superpuesta a un mapa de la Escocia moderna.

El reino de Ce (c. 1 - 900 d. C.) fue un legendario reino picto antiguo en Escocia. El autor de la Crónica picta registra que el reino se formó después de la división de Alba entre los siete hijos de Cruith. Ce fue el primer y epónimo rey, y su reinado duró quince años. Algunas fuentes lo discuten, dándole un reinado de once, doce o veinte años. El reino de Ce abarcó Banff, Buchan y otras áreas de Aberdeenshire, como la región que ahora se conoce como Marr.
Después del período romano, se formaron varios reinos pictos en el este de Escocia. El reino de Circind, que se dividió a su vez en los reinos de Fotla (Atholl), Fib (Fife) y Circind (condado de Angus), limitaba con el reino de Ce al sur. En el oeste, alrededor de la moderna Inverness, podría haber sido el reino de Fidach. En el extremo norte y en las islas del Norte estaba el reino de Cait, que más tarde dio el nombre al condado de Caithness.
Los siete hijos, o provincias, de Cruithne representan divisiones dentro de la nación Pictish. Los reinos fueron gobernados por jefes hereditarios (más tarde conocidos como mormaer). Las fuentes irlandesas a veces se refieren a ellos como reyes (ríg), aunque era una práctica estándar que todos los gobernantes irlandeses fueran nombrados así, con su rango real denotado por un adjetivo. En épocas de débil control central, estos gobernantes locales habrían sido ciertamente más independientes.
El nombre del reino de Ce aparece en los títulos de dos viejos cuentos irlandeses: The Ravaging of Bennachie, que trata de la batalla de Bennachie (pico del Ce), y The Ravaging of the Plain of Ce de Galo hijo de Febal, que trata de la destrucción de la llanura del Ce. Sin embargo, estas obras, aparte de sus títulos, se han perdido. La llanura del Ce podría denotar la cuenca del Urie.
En el siglo VI, el pueblo picto se dividió en los reinos más grandes de los Pictos del norte y del sur. Ce puede ser considerada como una región fronteriza entre el norte y el sur de la influencia picta.